# Transbordador espacial Atlantis

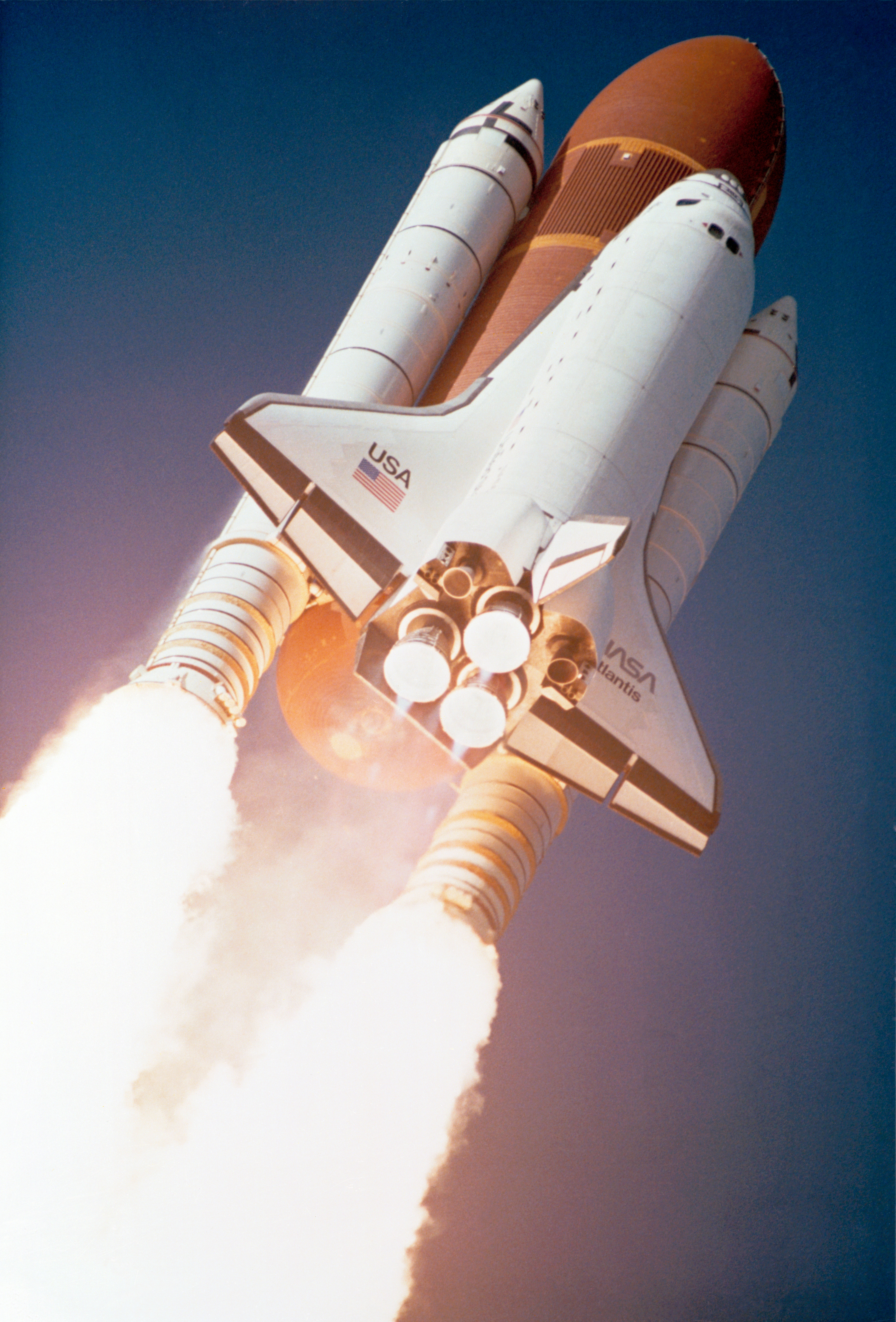
LAtlantis poc després d'enlairar-se per la missió STS-27.

El transbordador espacial Atlantis (designació NASA: OV-104) és un dels transbordadors espacials de la flota pertanyent a l'Agència Nacional Aeroespacial dels Estats Units (NASA). Va ser el quart transbordador operatiu a ser construït.
Després de la destrucció dels transbordadors Challenger i Columbia, és un dels tres transbordadors completament operatius de la flota. També havia de ser el primer dels transbordadors a ser retirat, segons la previsió de la NASA, després de la seua missió STS-125, l'última missió de servei pel telescopi espacial Hubble. Tanmateix, no fou retirat i des d'aleshores ha dut a terme la missió STS-129. El nom del transbordador prové de la primera embarcació de l'Institut Oceanogràfic de Woods Hole (Massachusetts), que va realitzar investigacions oceàniques de 1930 a 1966.
El 21 de juliol del 2011 aterrà la darrera missió de l'Atlantis que finalitzava d'aquesta manera l'era dels transbordadors espacials de la NASA. Després de la retirada va quedar en exposició al Kennedy Space Center Visitor Complex.

## Vols
El transbordador espacial Atlantis ha completat 32 missions, romanent en l'espai 293 dies, completant 4.648 òrbites i realitzant una distància total de 194.168.813 km, abans de la missió STS-135.
| Llista de missions del transbordador espacial Atlantis |                        |          |          | |                                        |
| #                                                      | Data                   | Insignia | Missió   | Notes | Durada                                 |
| ------------------------------------------------------ | ---------------------- | -------- | -------- | --- | -------------------------------------- |
| 1                                                      | 3 d'octubre de 1985    |          | STS-51-J | Primera missió de l'Atlantis. Missió dedicada al Departament de Defensa. | 4 dies, 1 hora 44 minuts, 38 segons    |
| 2                                                      | 26 de novembre de 1985 |          | STS-61-B | Posada en òrbita dels satèl·lits de comunicació Morelos II, Aussat-2 i SATCOM KU-2. | 6 dies, 21 hores 4 minuts, 49 segons   |
| 3                                                      | 2 de desembre de 1988  |          | STS-27   | Missió dedicada al Departament de Defensa. | 4 dies, 9 hores 5 minuts, 37 segons    |
| 4                                                      | 4 de maig de 1989      |          | STS-30   | Posada en òrbita de la sonda Magellan. | 4 dies, 0 hores 56 minuts, 28 segons   |
| 5                                                      | 18 d'octubre de 1989   |          | STS-34   | Posada en òrbita de la sonda Galileo. | 4 dies, 23 hores 39 minuts, 20 segons  |
| 6                                                      | 28 de febrer de 1990   |          | STS-36   | Missió dedicada al Departament de Defensa. | 4 dies, 10 hores 18 minuts, 22 segons  |
| 7                                                      | 15 de novembre de 1990 |          | STS-38   | Missió dedicada al Departament de Defensa. | 4 dies, 21 hores 54 minuts, 31 segons  |
| 8                                                      | 5 d'abril de 1991      |          | STS-37   | Posada en òrbita l'Observatori de Raigs Gamma Compton. | 5 dies, 23 hores 32 minuts, 44 segons  |
| 9                                                      | 2 d'agost de 1991      |          | STS-43   | Llançament del satèl·lit TDRS-5. | 8 dies, 21 hores 21 minuts, 25 segons  |
| 10                                                     | 24 de novembre de 1991 |          | STS-44   | Missió dedicada al Departament de Defensa. | 6 dies, 22 hores 50 minuts, 44 segons  |
| 11                                                     | 24 de març de 1992     |          | STS-45   | Primera missió de l'ATLAS (Laboratori atmosfèric per a Aplicacions i Ciència). | 8 dies, 22 hores 9 minuts 28 segons    |
| 12                                                     | 31 de juliol de 1994   |          | STS-46   | Llançament del satèl·lit EURECA. | 7 dies, 23 hores 15 minuts, 3 segons   |
| 13                                                     | 3 de novembre de 1994  |          | STS-66   | Tercera missió de l'ATLAS. | 10 dies, 22 hores 34 minuts, 2 segons  |
| 14                                                     | 29 de juny de 1995     |          | STS-71   | Primer acoblament amb l'estació espacial Mir. | 9 dies, 19 hores 22 minuts, 17 segons  |
| 15                                                     | 12 de novembre de 1995 |          | STS-74   | Lliurament del mòdul d'acoblament a la Mir. | 8 dies, 4 hores 31 minuts, 42 segons   |
| 16                                                     | 22 de març de 1996     |          | STS-76   | Trobada amb la Mir, transferència de tripulació de Shannon Lucid. | 9 dies, 5 hores 16 minuts, 48 segons   |
| 17                                                     | 16 de setembre de 1996 |          | STS-79   | Trobada amb la Mir, transferència de tripulació de Shannon Lucid i John Blaha. | 10 dies, 3 hores 19 minuts, 28 segons  |
| 18                                                     | 12 de gener de 1997    |          | STS-81   | Trobada amb la Mir, transferència de tripulació de John Blaha i Jerry Linenger. | 10 dies, 4 hores 56 minuts, 30 segons  |
| 19                                                     | 17 de maig de 1997     |          | STS-84   | Trobada amb la Mir, transferència de tripulació de Jerry Linenger i Michael Foale. | 9 dies, 5 hores 20 minuts, 47 segons   |
| 20                                                     | 25 de setembre de 1997 |          | STS-86   | Trobada amb la Mir, transferència de tripulació de Michael Foale i David A. Wolf. | 10 dies, 19 hores 22 minuts, 12 segons |
| 21                                                     | 19 de maig de 2000     |          | STS-101  | Missió de muntatge de l'Estació Espacial Internacional (EEI). | 9 dies, 21 hores 10 minuts, 10 segons  |
| 22                                                     | 8 de setembre de 2000  |          | STS-106  | Missió de muntatge de l'Estació Espacial Internacional (EEI). | 11 dies, 19 hores 12 minuts, 15 segons |
| 23                                                     | 7 de febrer de 2001    |          | STS-98   | Missió de muntatge de l'Estació Espacial Internacional (EEI), transportant el mòdul Destiny. | 12 dies, 21 hores 21 minuts            |
| 24                                                     | 12 de juliol de 2001   |          | STS-104  | Missió de muntatge de l'Estació Espacial Internacional (EEI), transportant el mòdul Quest. | 12 dies, 18 hores 36 minuts, 39 segons |
| 25                                                     | 8 d'abril de 2002      |          | STS-110  | Missió de muntatge de l'Estació Espacial Internacional (EEI), transportant el segment S0. | 10 dies, 19 hores 43 minuts, 48 segons |
| 26                                                     | 7 d'octubre de 2002    |          | STS-112  | Missió de muntatge de l'Estació Espacial Internacional (EEI), transportant el segment S1. | 10 dies, 19 hores 58 minuts, 44 segons |
| 27                                                     | 9 de setembre de 2006  |          | STS-115  | Missió de muntatge de l'Estació Espacial Internacional (EEI), transportant els segments P3 i P4. | 11 dies, 19 hores 6 minuts, 35 segons  |
| 28                                                     | 8 de juny de 2007      |          | STS-117  | Missió de muntatge de l'Estació Espacial Internacional (EEI), transportant els segments S3 i S4. | 13 dies, 20 hores 12 minuts, 44 segons |
| 29                                                     | 7 de febrer de 2008    |          | STS-122  | Missió de muntatge de l'Estació Espacial Internacional (EEI) (Laboratori Columbus). | 12 dies, 18 hores 21 minuts, 50 segons |
| 30                                                     | 11 de maig de 2009     |          | STS-125  | Quarta i última missió de servivio al Telescopi espacial Hubble, el porta dos nous instruments, el Espectrògraf dels Orígens del Cosmos i la Wide Field Camera 3. Es reemplacen un sensor de guia, 6 giroscopis, i dos mòduls de bateries. | 12 dies, 21 hores 37 minuts, 9 segons  |
| 31                                                     | 16 de novembre de 2009 |          | STS-129  | Missió de muntatge de l'Estació Espacial Internacional (EEI) ( ELC-1/ELC-2). | 10 dies, 19 hores 16 minuts, 13 segons |
| 32                                                     | 14 de maig de 2010     |          | STS-132  | Missió de muntatge de l'Estació Espacial Internacional (EEI) (Mini-Research Module 1) | 11 dies, 18 hores 29 minuts, 09 segons |
| 33                                                     | 8 de juliol de 2011    |          | STS-135  | Missió de muntatge de l'Estació Espacial Internacional (EEI). Darrera missió del programa dels transbordadors espacials. | 12 dies, 18 hores 28 minuts, 50 segons |